# Bland malajer på Sumatra
Bland malajer på Sumatra är en svensk dokumentärfilm från 1925 med regi och foto av Gustaf Boge och manus av Sigfrid Siwertz.
Filmen spelades in under elva månader 1923-1924 på Sumatra i Indonesien och skildrar folkfliv, flora och fauna på ön. Filmen hade premiär den 23 mars 1925 på biografen Röda Kvarn i Stockholm och rosades av kritikerna.